# Justin Ives
Pour les articles homonymes, voir Ives.
Pas d'image ? Cliquez ici

a Compétitions nationales et continentales officielles uniquement.

b Matchs officiels uniquement.
Dernière mise à jour le 29 août 2022.
Justin Ives, né le 24 mai 1984 à Mosgiel (Nouvelle-Zélande), est un joueur de rugby à XV international japonais d'origine néo-zélandaise, évoluant aux postes de deuxième ligne ou de troisième ligne aile.

## Carrière

### En club
Justin Ives commence à jouer au rugby avec le club d'Otago University dans le championnat amateur de la région d'Otago. Il joue également avec l'équipe B de la province d'Otago, et ne parvient pas à percer en équipe première à cause de la  concurrence à son poste.
Manquant d'opportunité dans son pays natal, il décide en 2007 d'aller jouer quelques semaines avec le club japonais des Sanyo Wild Knights (futurs Panasonic Wild Knights) évoluant en Top League. Se montrant convaincant, il voit ensuite son contrat prolongé pour une plus longue durée.
En 2012, il retourne en Nouvelle-Zélande pour disputer une saison avec Otago, où il est entrainé par son ancien coéquipier chez les Wild Knights Tony Brown. Il côtoie également les internationaux japonais Shota Horie et Fumiaki Tanaka.
Il fait son retour au Japon en 2013, et rejoint les Canon Eagles en Top League, avec qui il joue pendant trois saisons. Il termine ensuite sa carrière avec les Kubota Spears, dans se même championnat,.
Après l'arrêt de sa carrière en 2018, il rentre en Nouvelle-Zélande, et devient maçon dans la ville de Nelson.

### En équipe nationale
Justin Ives devient sélectionnable avec le Japon en 2011, après avoir passé trois ans sur le territoire japonais. Il est sélectionné pour la première fois avec les Brave Blossoms en mars 2011, dans le cadre du Tournoi asiatique 2011. Il obtient sa première cape internationale le 30 avril 2011 à l’occasion d’un match contre Hong Kong,.
Plus tard en 2011, il est retenu par le sélectionneur John Kirwan dans le groupe japonais devant participer à la coupe du monde 2011 en Nouvelle-Zélande. Cependant, il se blesse gravement au genou lors du dernier match de préparation contre l'Italie, ce qui le prive de la compétition,
Il fait partie du groupe japonais sélectionné par Eddie Jones pour participer à la coupe du monde 2015 en Angleterre. Il dispute trois rencontres lors de la compétition, contre l'Écosse, les Samoa et les États-Unis.

## Palmarès

### En club
- Vainqueur du Top League en 2011 avec les Sanyo Wild Knights.

### En équipe nationale
- Vainqueur du Championnat d'Asie en 2011, 2013, 2014 et 2015.

## Statistiques internationales
- 33 sélections avec le Japon entre 2011 et 2015.
- 25 points (5 essais).